# Zone archéologique de la Sagrera
La zone archéologique de la Sagrera est un grand site archéologique situé entre les districts de Sant Martí et de Sant Andreu dans la ville de Barcelone (comarque de Barcelonès), dans la province de Barcelone en Catalogne,.

## Zone archéologique

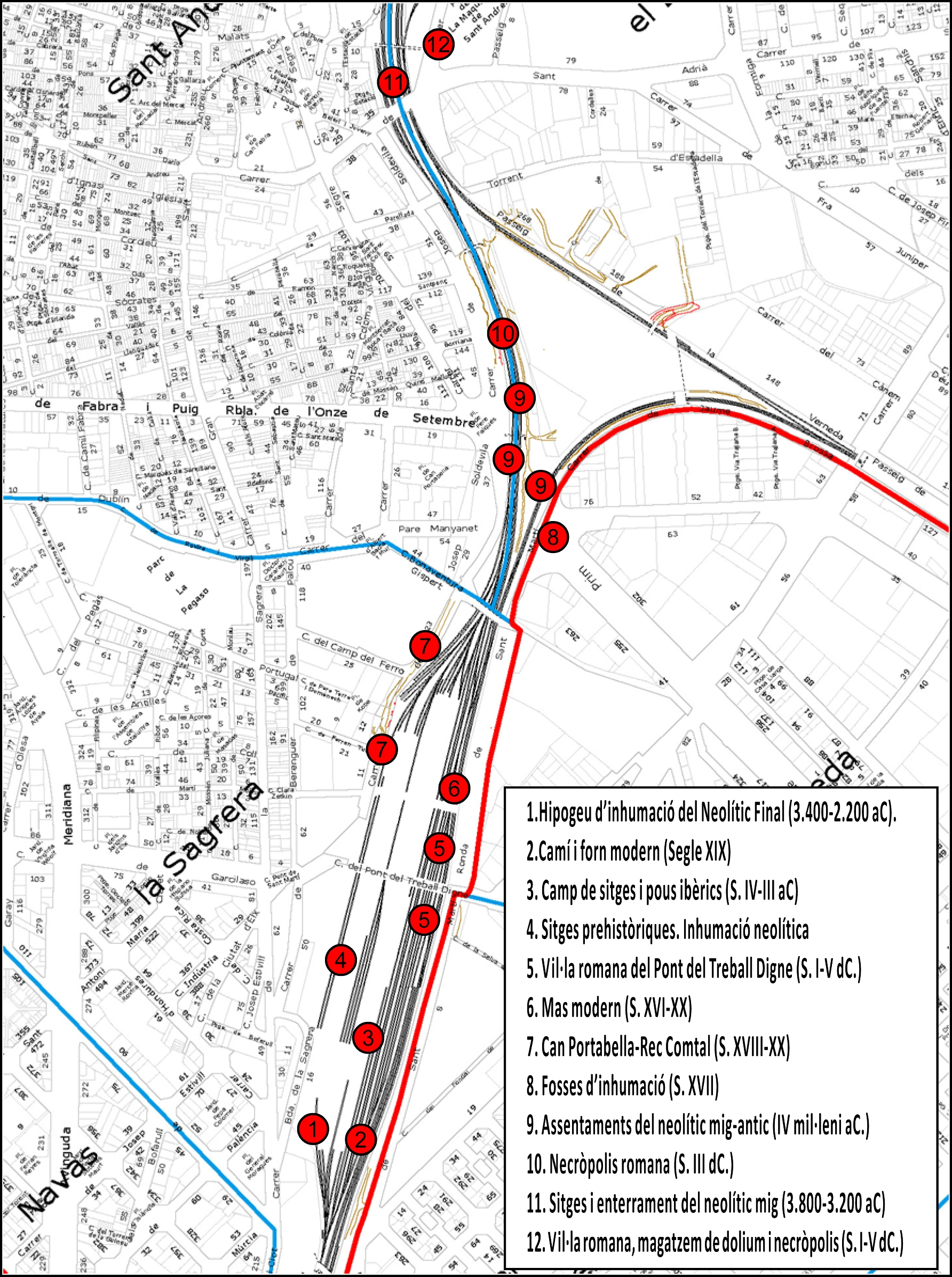
Plan des sites archéologiques documentés et fouillés dans le LAV-Sagrera (Barcelone). 2008-2013

Le site a été découvert en 2008 lors de la construction de la ligne à grande vitesse. Une série d'interventions archéologiques préventives ont été réalisées qui ont permis de connaître et de documenter un vaste secteur du Pla de Barcelona (ca) où ont été trouvés des vestiges témoignant d'une occupation humaine avec une longue chronologie qui s'étend de de la préhistoire, du néolithique ancien, de l'Hispanie romaine à nos jours.
Dans le plan, les sites les plus importants documentés jusqu'à présent dans les travaux du LAV-Sagrera sont répartis et localisés.

### Hypogée funéraire du néolithique tardif (3400-2200av. J.-C.
Cette découverte exceptionnelle d'une hypogée funéraire néolithique a été faite en 2011 par une équipe multidisciplinaire d'anthropologues et d'archéologues.
L'hypogée a un plan circulaire, avec un diamètre d'environ 3 m, une petite chambre latérale opposée à la zone d'entrée et une profondeur approximative de 1,20 m. Son entrée, d'une largeur de 1,30 m, avait été perdue à cause de l'action humaine.

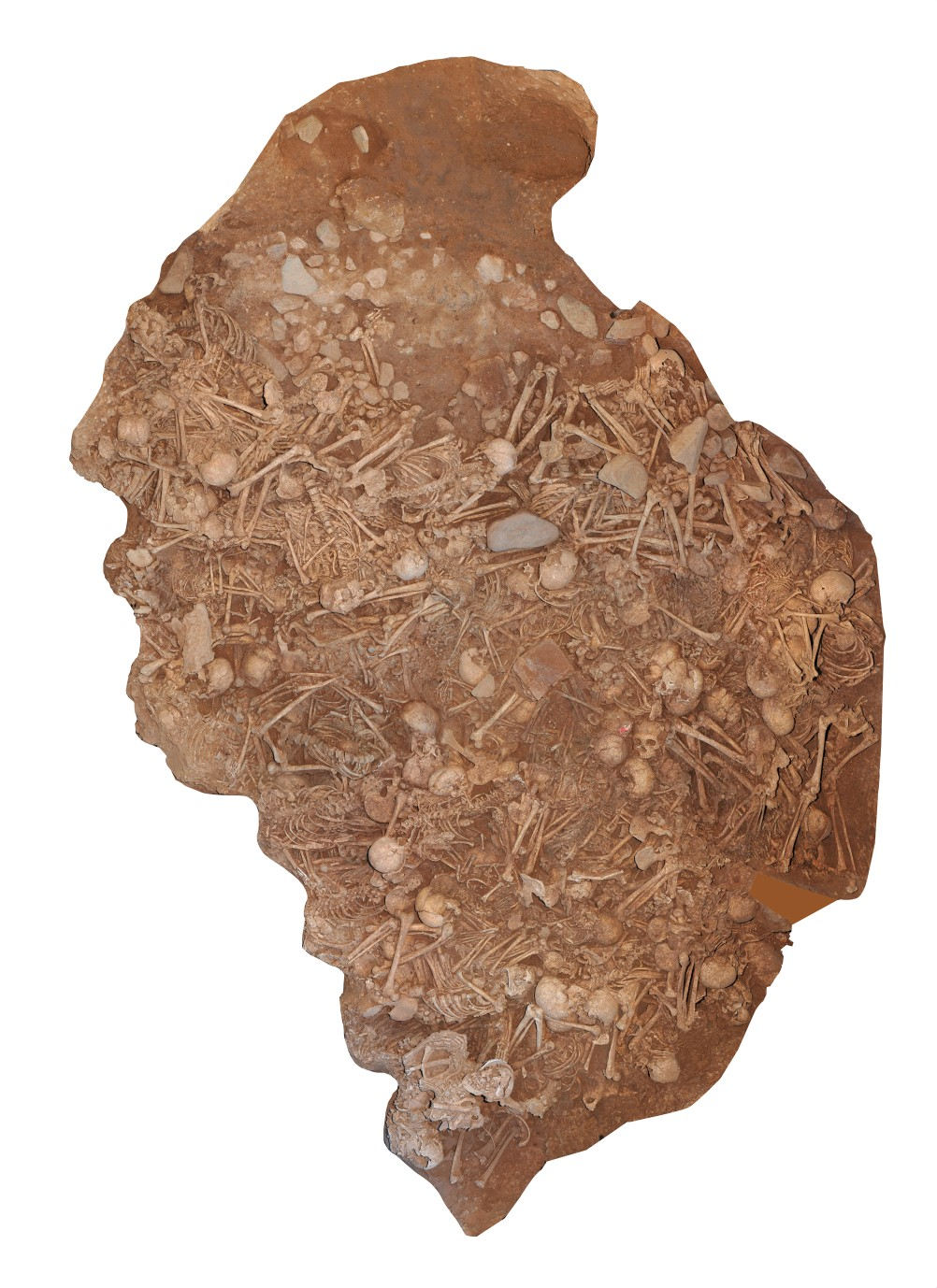
Vue des sépultures situées dans l'hypogée funéraire néolithique du LAV Sagrera, 2012.

Un seul individu mâle adulte était localisé dans les niveaux supérieurs de la fosse et a été enterré plus tard que l'utilisation initiale de la fosse. Les travaux se sont poursuivis avec l'extraction des niveaux d'argile qui ont scellé et amorti la fosse. À partir de ce moment, différents niveaux d'inhumations furent découverts, enfouis dans des dépositions et à des époques différentes, occupant tous la quasi-totalité de l'étendue de la chambre funéraire de la fosse. Les travaux de fouille ont permis de documenter jusqu'à 207 morts (individus complets), 150 articulés (plus de trois os en connexion anatomique) et plus de 5000 coordonnées ou os isolés. La plupart des squelettes sont présentés sous forme anatomique. La plupart des corps retrouvés correspondent à des adultes des deux sexes, et dans une moindre mesure à des enfants, et beaucoup d'entre eux sont enterrés en décubitus dorsal, les jambes tendues. La quasi-totalité des restes récupérés correspondent à des restes osseux humains, et seuls deux petits pots en céramique fabriqués à la main, au profil globulaire et dotés de tétines de suspension, ont été retrouvés, en plus d'un petit antre en stéatite. En raison de la rareté des tumulus, deux datations au carbone 14 ont été réalisées sur deux individus, dont les résultats ont permis de donner une chronologie à l'hypogée du néolithique supérieur (3400-2200 av. J.-C.). Une fois les travaux terminés, un ensemble d'études et d'analyses seront réalisés, qui permettront d'élargir les connaissances scientifiques et historiques de cette importante découverte du Neolític al Pla de Barcelona (ca)

Hypogée néolithique
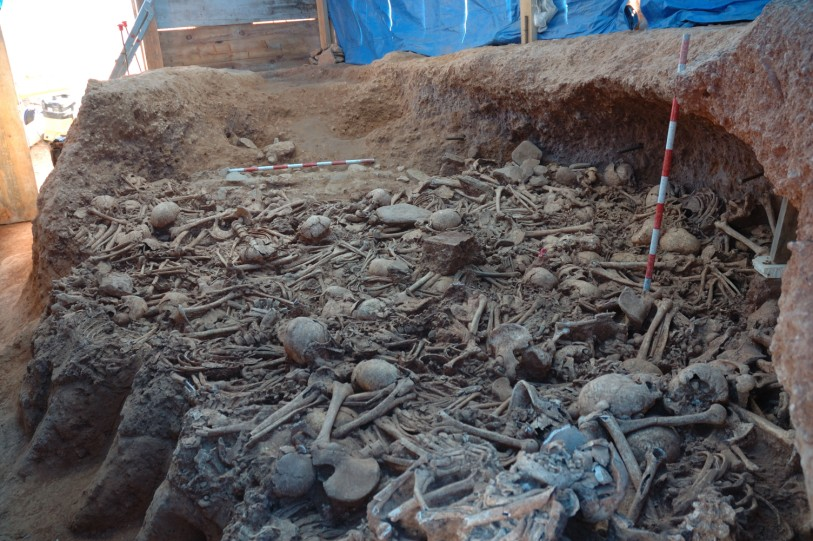
Vue générale.
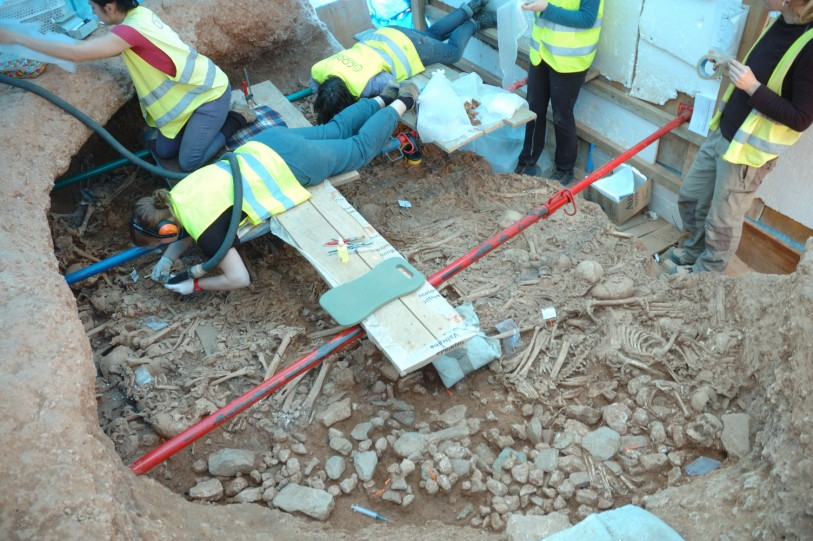
Détail des travaux archéologiques.

### Chemin de Sant Martí de Provençals et four (XIXesiècle)
Lors des travaux de suivi de l'affaissement du sous-sol dans le secteur sud du site, un chemin a été repéré : le chemin de San Martín de Provensals (es). Il convient de mentionner que cette route part à peu près de Torre del Fang jusqu'à la paroisse de Sant Martí de Provençals, en traversant au niveau la ligne de chemin de fer construite au milieu du  XIXe siècle et qui allait de Barcelone à Granollers. Ce chemin est délimité par deux murs de pierre parallèles, d'une largeur de 6,20 m, d'une longueur documentée allant jusqu'à 70 m et d'une pente du sud-ouest au nord-est. Elle possède un trottoir sur son côté sud-est et son pavement plus moderne est constitué de petites pierres bien taillées. Cette route pourrait dater du  XVIIIe siècle, mais les vestiges documentés correspondent au  XIXe siècle, éventuellement issus de réformes liées à une nouvelle zone industrielle.

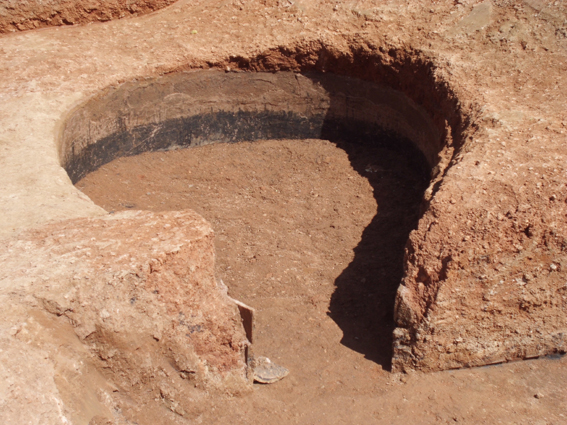
Vue de la chambre de travail du four une fois fouillée.

Au sud-est de la route, une grande zone industrielle a été documentée, peut-être une tuilerie, composée d'un four - très probablement destiné à la cuisson de briques et de matériaux de construction -, un puits de plan circulaire et trois structures de plan rectangulaire, destiné à la décantation et au stockage de l'argile. Le four, de plan rectangulaire, avait des dimensions de 5,70 × 5,40 mètres, et une profondeur de 4,50, avec deux entrées d'air et un espace destiné au travail sur son côté est. Les murs étaient en briques, sans que la grille du four soit documentée. Malheureusement, aucun accès au four n'a pu être documenté, qui pourrait se trouver à un niveau supérieur.
Plus tard, dans une phase ultérieure, on a localisé une structure avec un plan plus ou moins circulaire et une ouverture d'accès sur son côté sud, qui doit être placée par rapport au four précédent et à toute la zone de production industrielle documentée au sud de l'ancien chemin de Sant Martí de Provençals (actuel Carrer del Fondal de Sant Martí).

Chemin et four
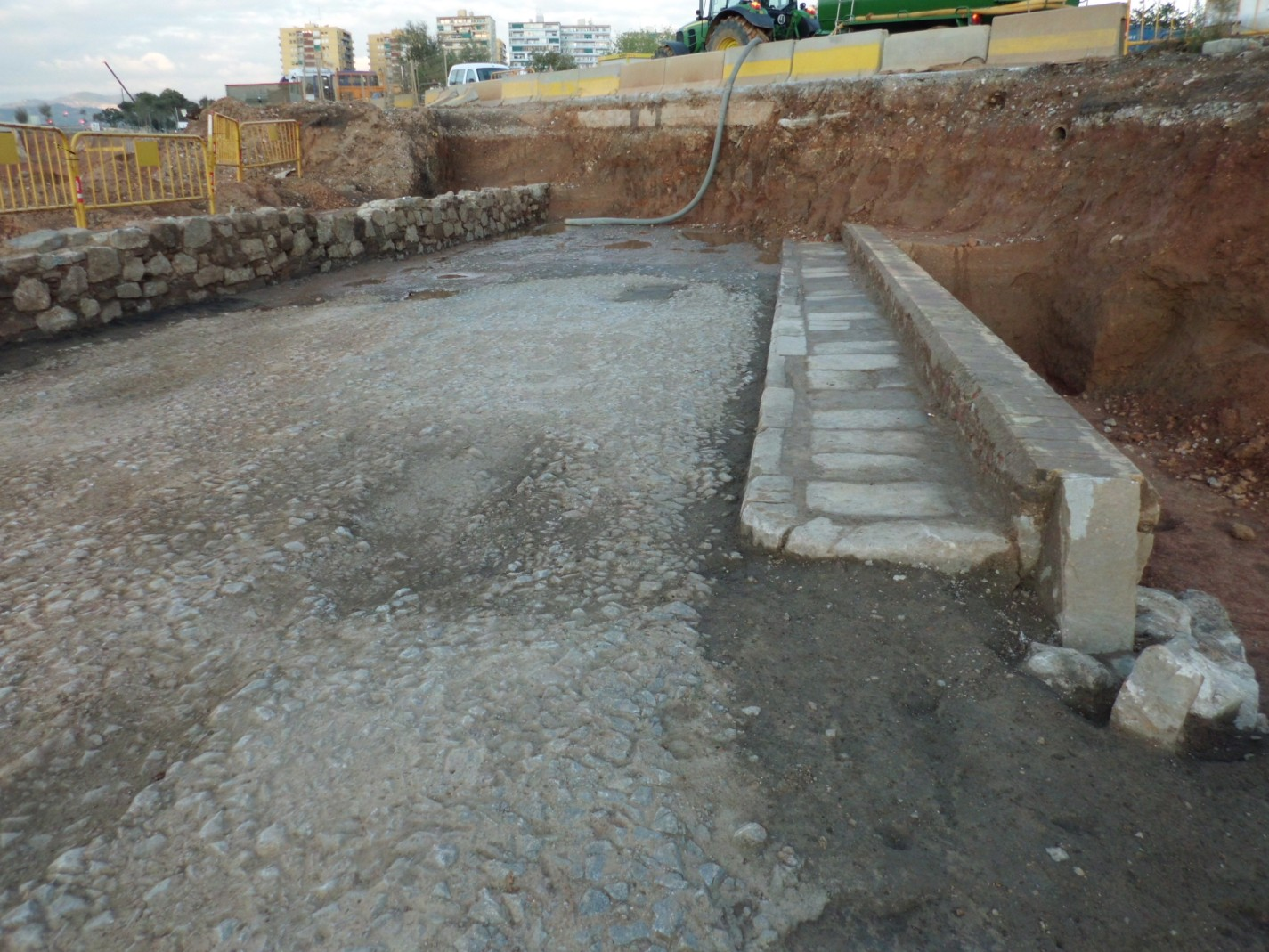
Vue de l'ancien chemin de Sant Martí de Provençals.
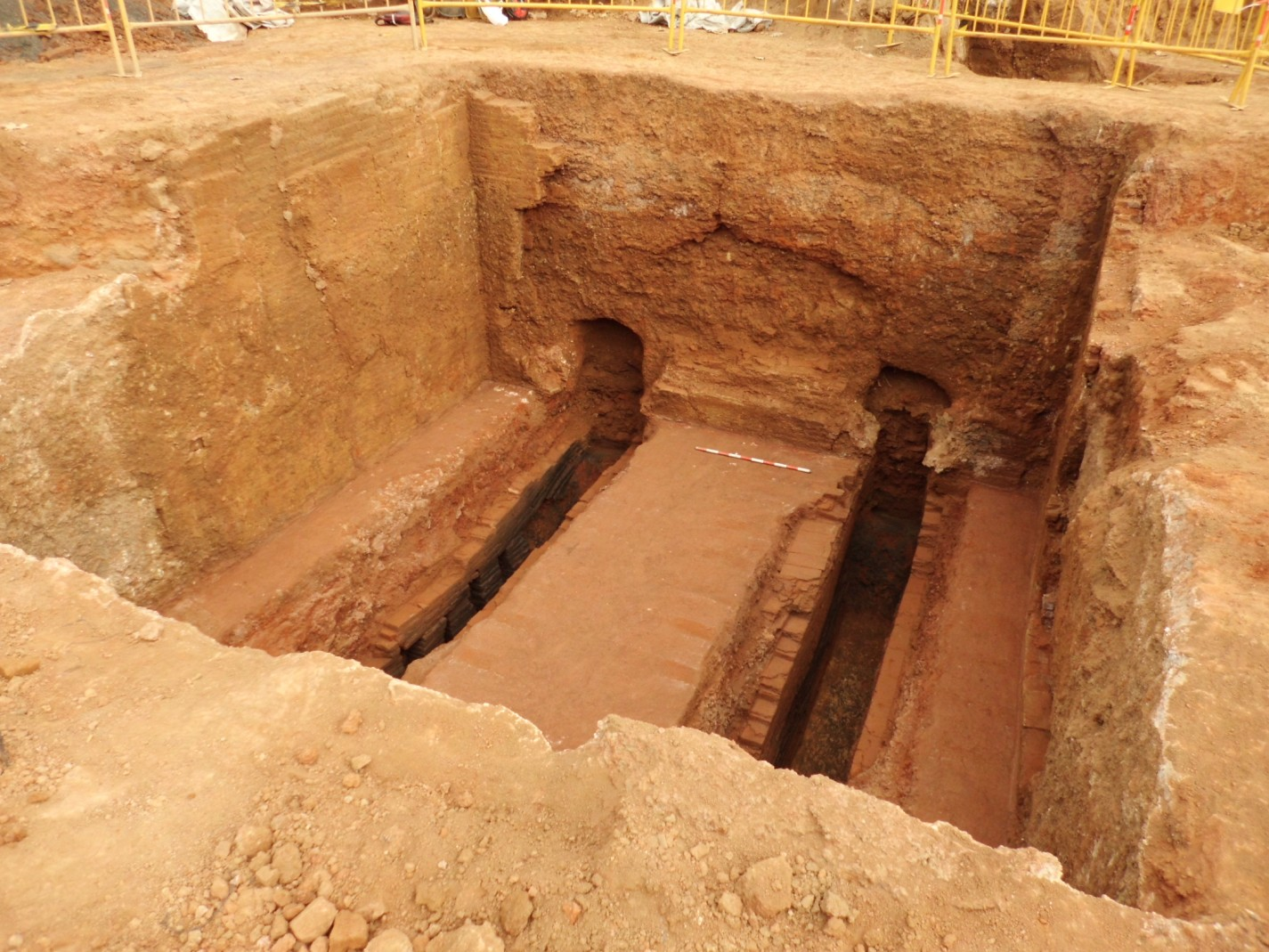
Vue du four situé au sud-est de la route de Sant Martí de Provençals.

### Zone des silos et puits ibériques (IVeetIIIesièclesav. J.-C.)
Dans le cadre des travaux archéologiques de la future station de La Sagrera réalisés en 2011, vingt silos et deux puits de l'époque ibérique ont été fouillés avec une chronologie approximative entre les IVe et IIIe siècles av. J.-C.. La plupart des silos avaient une section globulaire à fond plat. Les profondeurs de ces structures étaient très diverses, allant d'un demi-mètre à plus de trois mètres de profondeur. Dans certains cas, il a été possible de récupérer le capuchon. Parmi les matériaux récupérés - importations attiques et puniques, amphores ibériques, poteries peintes ibériques et poteries artisanales - il convient de souligner la découverte de restes fauniques représentés par des bois de cerf, des oiseaux et un canidé.
A côté de ces silos, deux puits de même date ont également été fouillés. Le premier des puits avait un plan circulaire de 1 m de diamètre, avec la particularité qu'il était situé au fond d'un des grands silos, présentant des fentes dans sa paroi, pour permettre l'accès à son intérieur. Le deuxième puits était rectangulaire (1,80 × 1,25 mètres). Dans aucun des deux puits, il n’a été possible de connaître sa profondeur.

Silos et puits
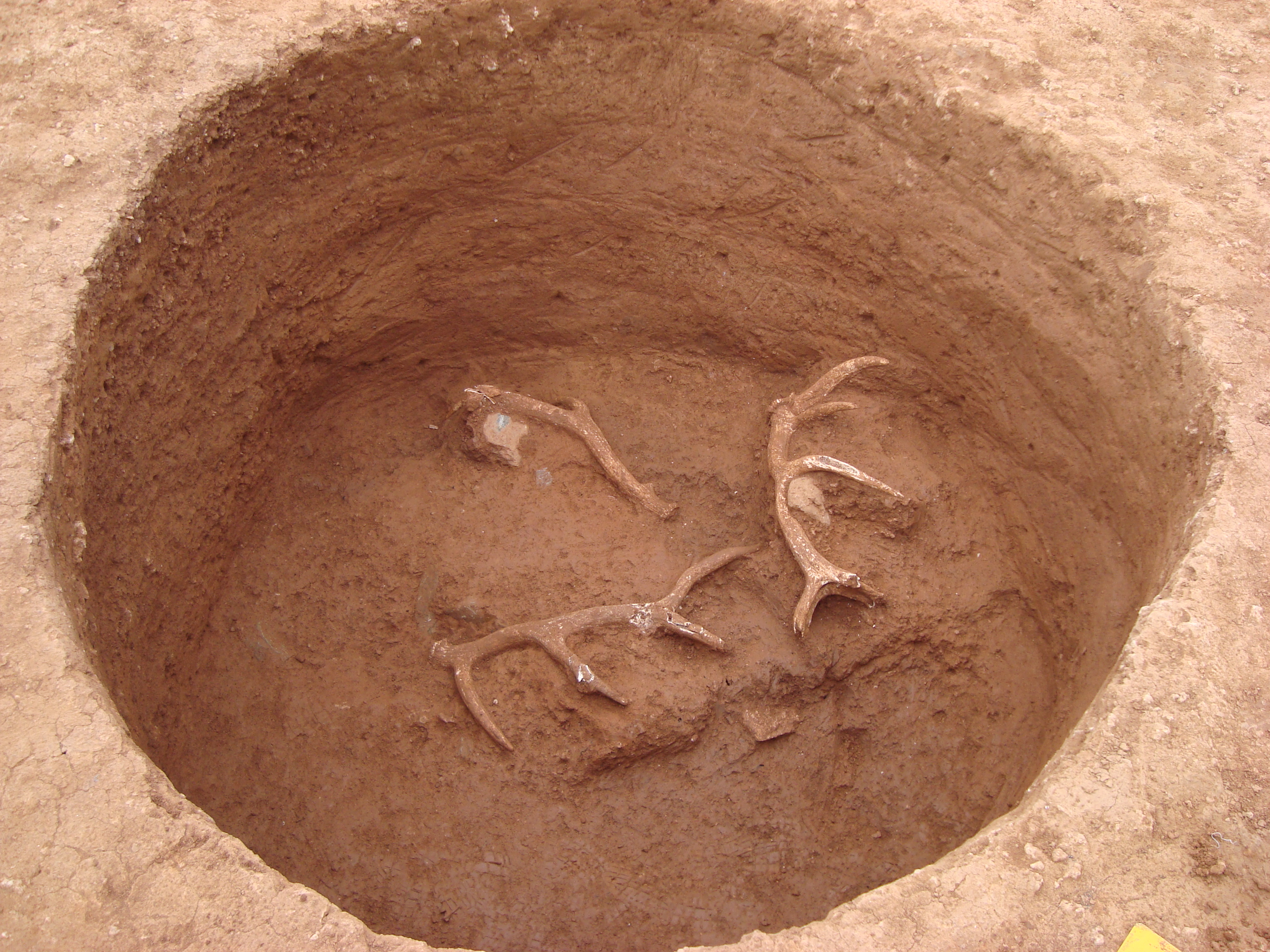
soli avec des bois de cerf.
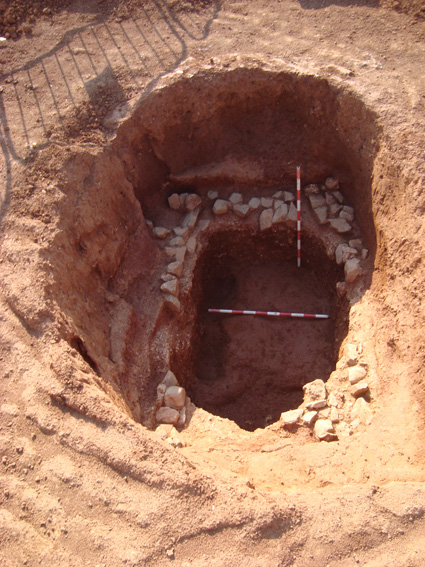
Puits au fond d'un silo.

### Silos préhistoriques. Sépulture néolithique

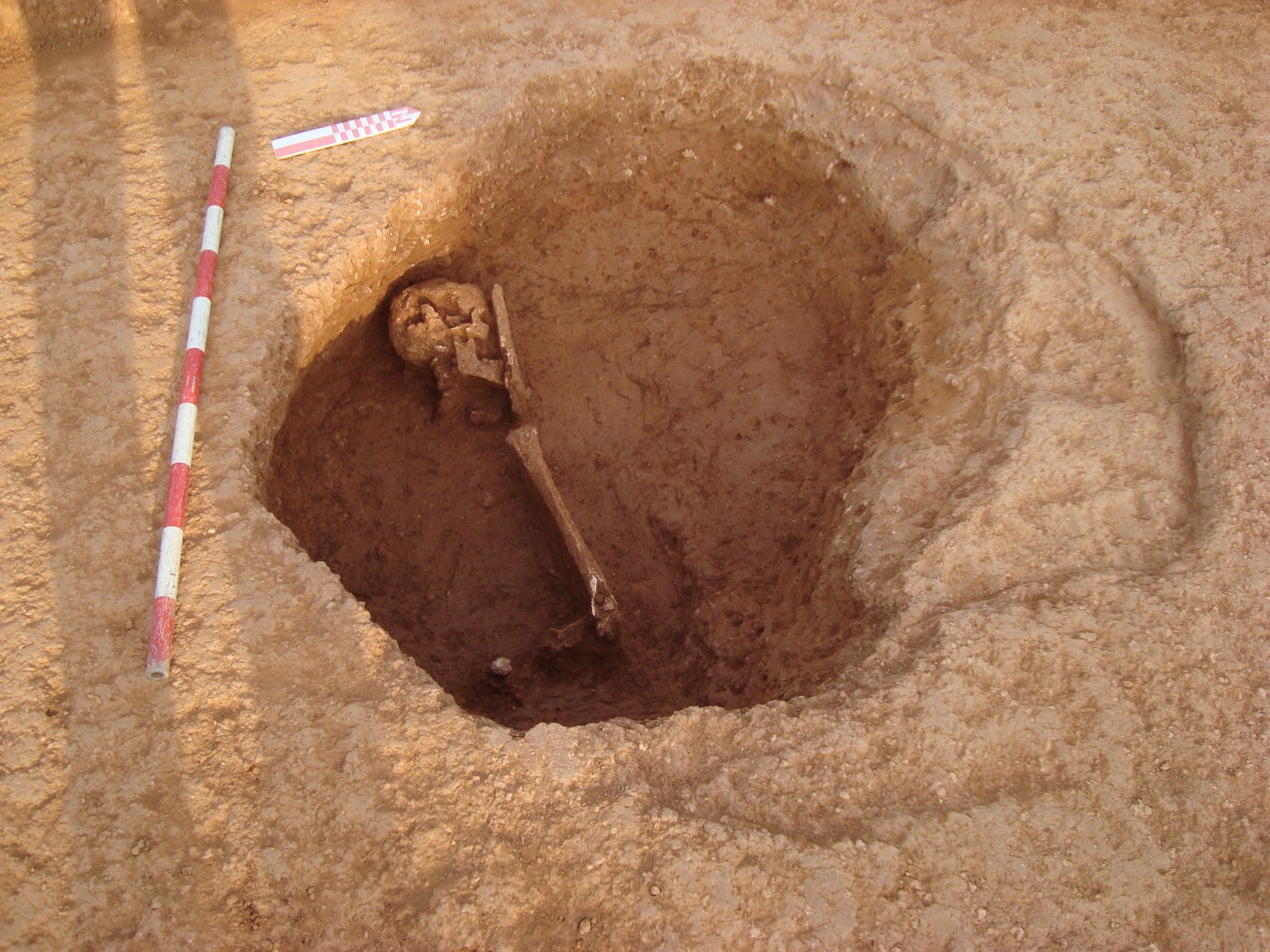
Tombe préhistorique avec des restes d'ossements.

À environ 200 m au nord de l'hypogée néolithique, se trouvaient un ensemble de structures, parmi lesquelles une sépulture, très probablement datant de la préhistoire. Cette sépulture correspond à une sépulture dans une fosse, de plan plus ou moins elliptique avec un fond légèrement concave, et présentant une orientation ouest/est. Seuls le crâne, les vertèbres cervicales, un fémur et un tibia ont été conservés de l'individu enterré et au moment des fouilles, il a été déterminé qu'il appartenait à une femme adulte. Un morceau informe de poterie artisanale et un fragment de silex ont été récupérés du remplissage de la fosse, ce qui permet de dater cette sépulture comme préhistorique, sans pouvoir être plus précis. À côté de la sépulture se trouvaient deux fonds de silos, dans lesquels du matériel céramique a également été récupéré. Enfin, au nord du site, deux autres silos ont été localisés, assez endommagés et avec présence de matériel céramique, peut-être préhistorique.

### Villa romaine du Pont del Treball Digne (IVesiècle)
Lors des travaux de construction des accès à la nouvelle gare de Barcelone-Sagrera TAV, les vestiges d'une importante villa romaine avec quatre périodes d'occupation entre le Ier et Ve siècles ont été localisé, avec une première occupation ibérique ou républicaine entre les IIe et Ier siècles av. J.-C.. Cette villa est située au nord-est de la colonie romaine de Barcino (Colonia Iulia Augusta Faventia Paterna Barcino), à proximité du tronçon de la Via Augusta qui reliait la ville à Baetulo (Badalone). Les villae étaient des unités d'exploitation agricole de l'époque romaine, en dehors des maisons de campagne de grand dominus. Elles étaient de tailles diverses, mais certaines occupaient plusieurs hectares, comme c'est le cas de celle de Pont del Treball Digne. Elles avaient une partie urbaine ou résidentielle et une partie rustique ou agricole.

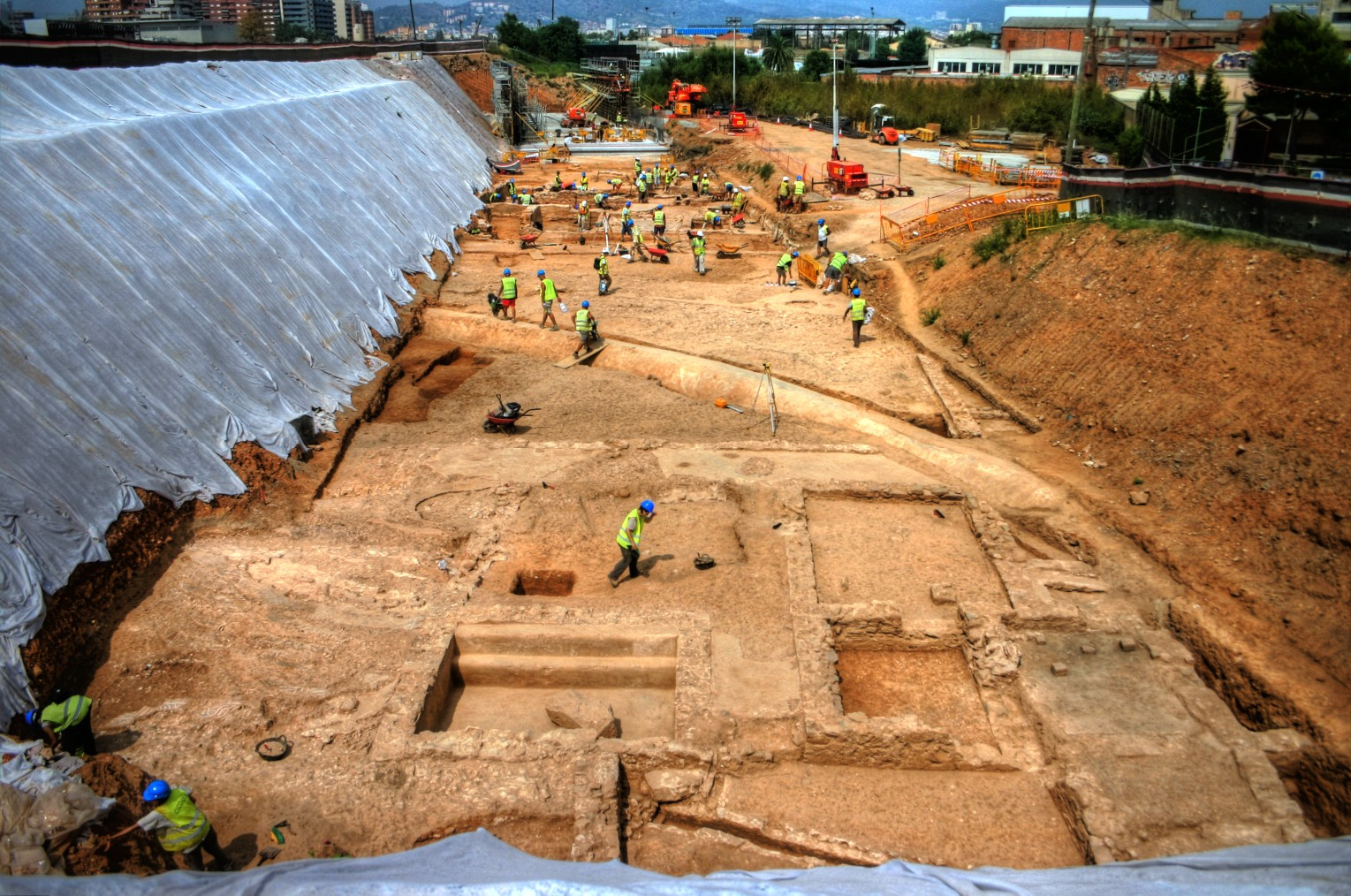
Vue générale de la première phase de fouilles de la villa romaine de Pont del Treball. Octobre 2011.

Lors de la première phase de fouille (juillet 2011-octobre 2011), la zone fouillée occupait une surface de 1 150 m2, une extension qui correspond à un quart des dimensions connues de la villa, qui depuis juin 2012 et à ce jour les fouilles se poursuivent. Jusqu'à la découverte de la villa romaine de Pont del Treball Digne en juillet 2011, il n'existait aucune preuve ni connaissance préalable de l'existence d'une villa dans ce lieu situé entre les quartiers de Sant Martí et de Sant Andreu.

### Ferme de Can Iglésies (XVIeetXXesiècles)

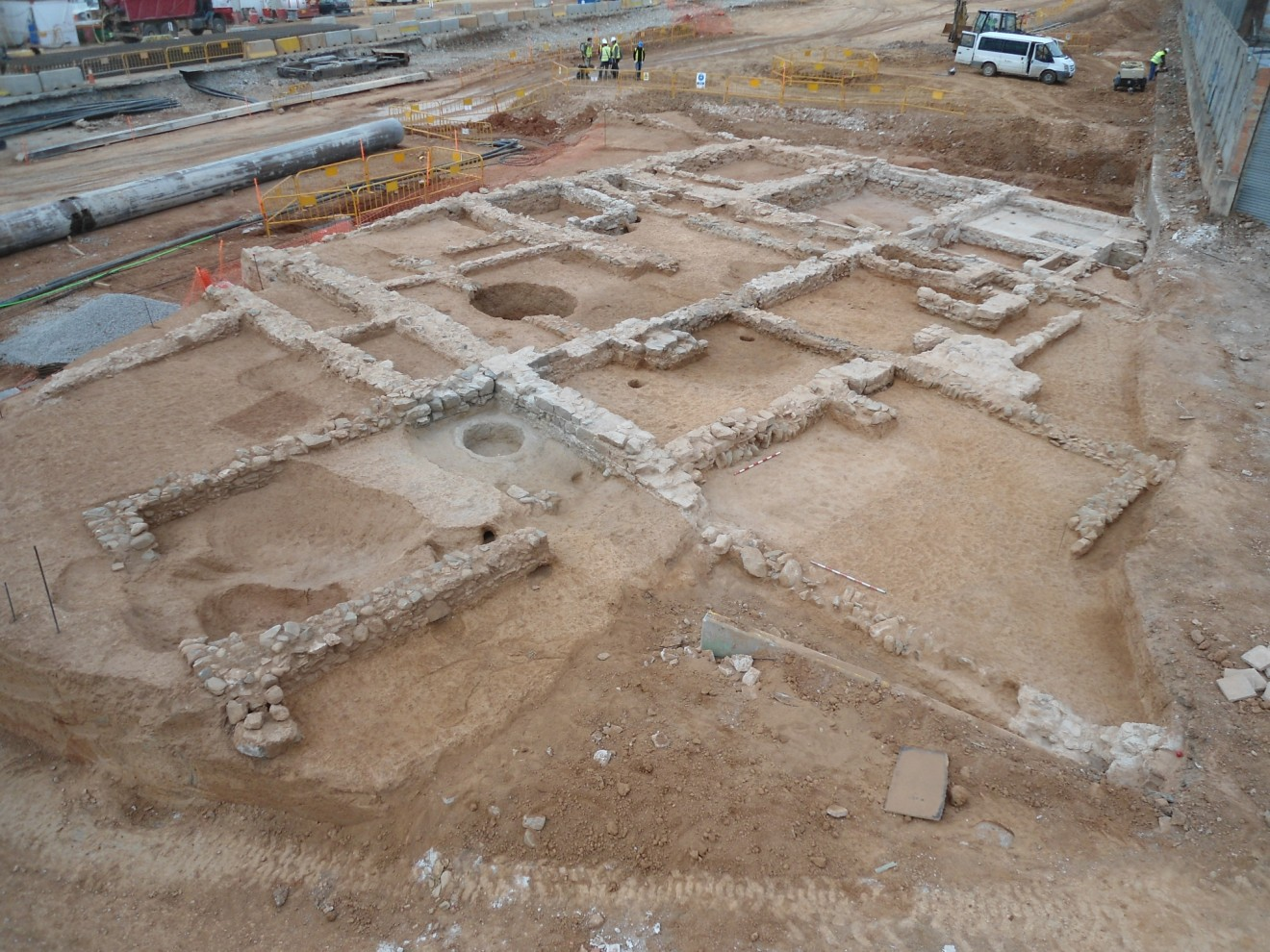
Vue générale de l'ancienne ferme de Can Iglésies.

Lors des travaux réalisés sur les accès à la gare de Sagrera, ont été localisés les restes d'une ferme du XVIe siècle, restée debout au moins jusqu'au milieu du XXe siècle. Ces vestiges correspondraient à la ferme connue sous le nom de Can Iglesias, élément caractéristique du paysage et du passé agricole de Sant Martí de Provençals. L'édifice est divisé en trois corps constructifs qui correspondraient à trois moments distincts entre les XVIe et XVIIIe siècles. Le corps principal d'origine a été construit au début du XVIe siècle et permet d'identifier un corps rectangulaire de 5 × 4 mètres dans l'angle sud-ouest du complexe. Il faut attendre la seconde moitié du XVIIe siècle pour qu'un nouveau corps soit construit parallèlement au premier, prolongeant le mas vers le nord-est, et dessinant un plan rectangulaire de 18 × 10 mètres. Le bâtiment est divisé en trois travées de même largeur, et chacune d'entre elles est subdivisée en petites zones, dont beaucoup sont dédiées à la fonction de dépôt ou de stockage. Bien que seul le rez-de-chaussée de la ferme soit conservé, elle comporterait jusqu'à trois étages, l'étage inférieur étant dédié aux entrepôts et à un espace de travail, le premier étage étant destiné à la résidence des propriétaires et le dernier étage au grenier. Au XVIIIe siècle, l'aspect définitif de la ferme sera terminé, en construisant un troisième corps à l'arrière du bâtiment, et perpendiculaire au précédent, mais en conservant le plan quadrangulaire de l'ensemble du complexe. Cette nouvelle extension présente un plan quadrangulaire de 9 × 18 mètres, également divisé en trois compartiments compartimentés en zones. Au cours du XIXe siècle, de nombreuses zones furent réhabilitées ou réformées pour s'adapter à de nouvelles fonctions, qui resteront en activité jusqu'à la seconde moitié du XXe siècle, date à laquelle elles furent démolies.

### Usine de Can Portabella-Rec Comtal (XVIIIeetXXesiècles)

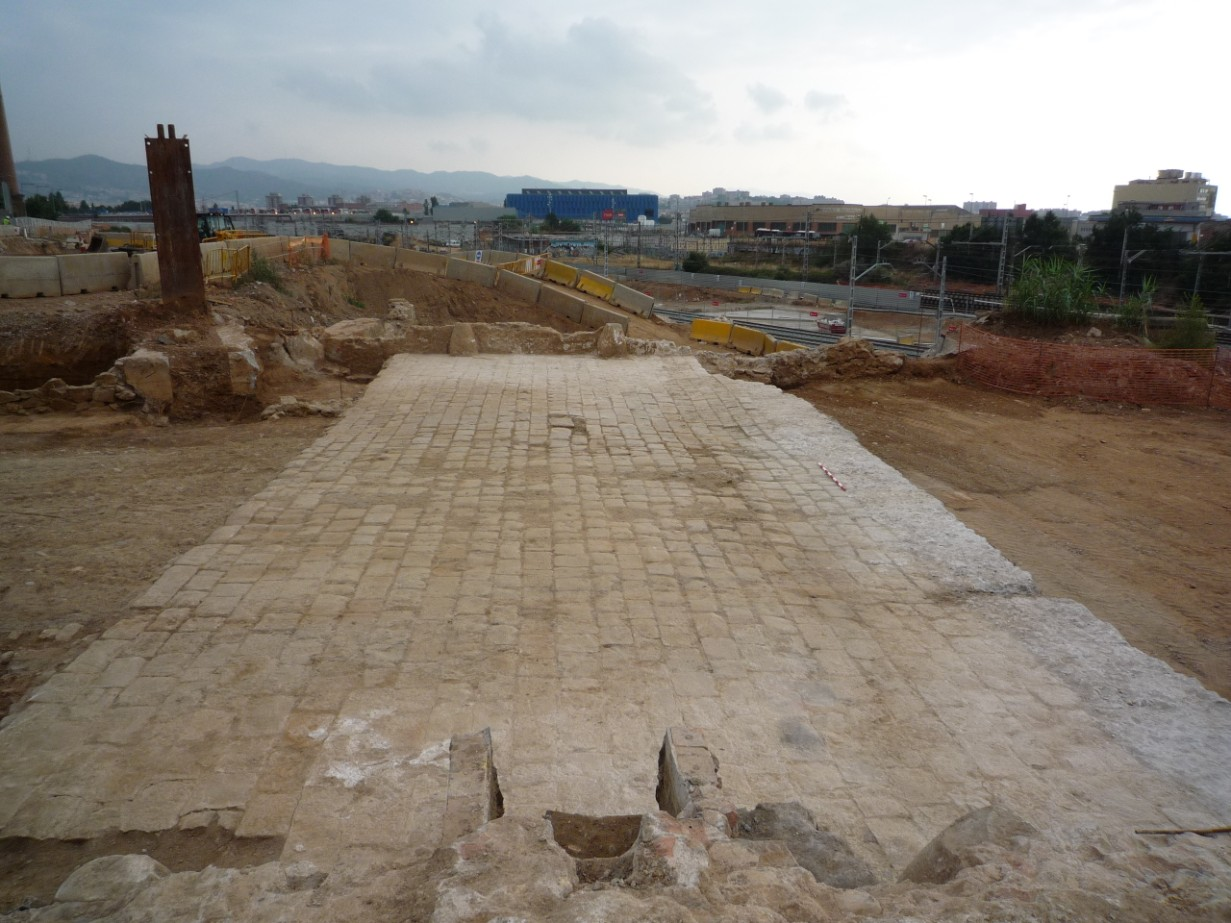
Vue de la partie supérieure

Entre les années 2009 et 2010, les fondations de Can Portabella, une usine de fils de lin, construite à partir de 1878, ont été fouillées, identifiant réservoirs, citernes et canalisations souterraines. Ce bâtiment a été construit à côté de l'ancien ouvrage hydrolique Rec Comtal, aujourd'hui fossilisé dans les rues actuelles de Segre et Josep Soldevila, et qui  a continué à fonctionner au cours du XIXe siècle. Ces travaux archéologiques ont permis de récupérer jusqu'à 315 mètres du Rec Comtal , qui sur son côté nord reliait Can Portabella avec un ensemble de contreforts et renforcé par un mur de pierre.

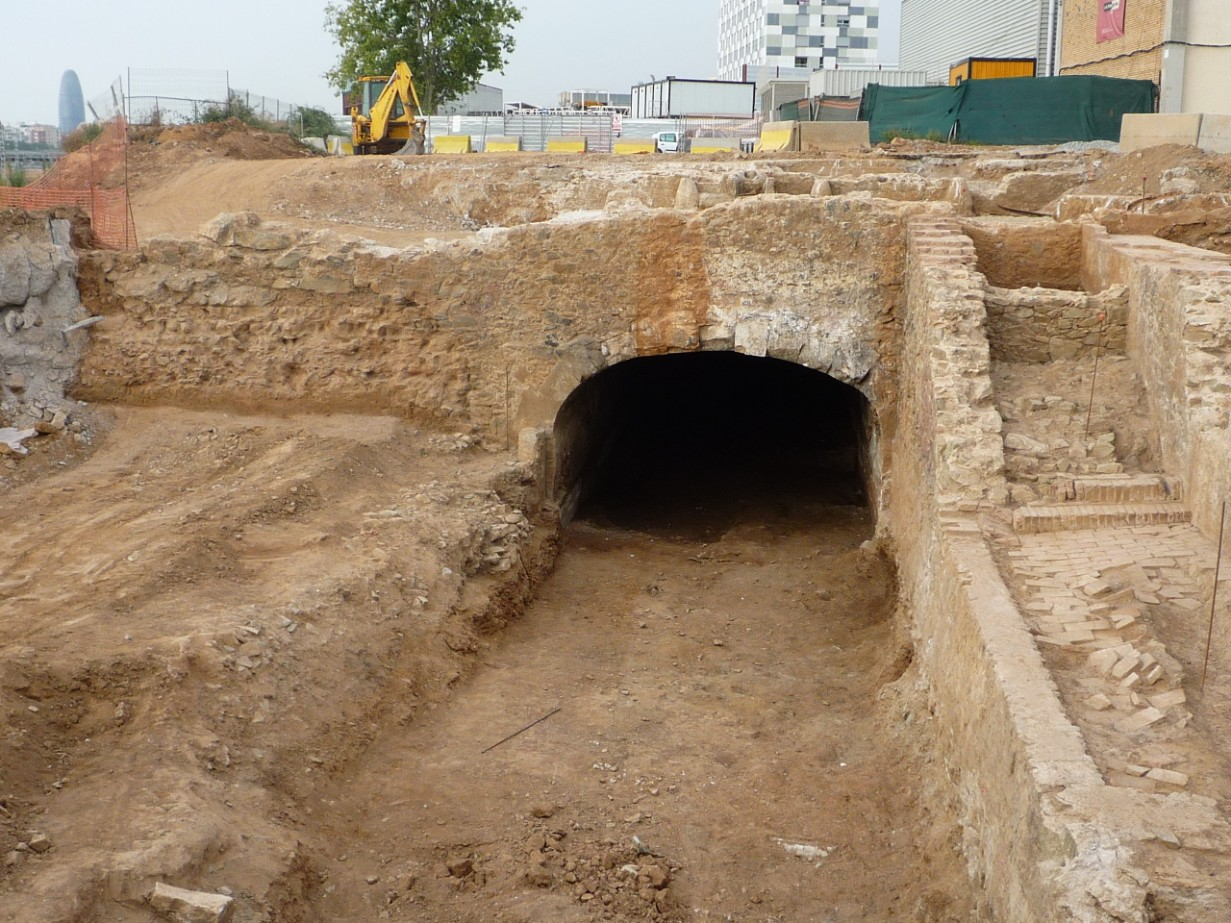
Vue frontale du pont de la rue Riera d'Horta qui traverse le Rec Comtal.

Soulignez la découverte du vieux pont de la Carrer Riera d'Horta , datant du  XVIIIe siècle , qui traversait le Rec Comtal avec une largeur de 17 mètres et un trottoir pavé. Le Rec Comtal a ses origines au début de la seconde moitié du  Xe siècle , et c'était un grand canal à ciel ouvert qui naissait dans le puits de Montcada, réalisé avec des murs en pierre calcaire de Montjuïc, et qui structurait le territoire de Barcelone. L'objectif fondamental de la Rec était de déplacer les moulins situés le long de son parcours, d'irriguer les terres, d'approvisionner de nouvelles zones productives ayant un grand besoin en eau, comme les boucheries ou les tanneries, etc. et, peut-être enfin et certainement en petite quantité, l'eau à la bouche. Cette construction est restée utilisée jusqu'au début du  XXe siècle , dans le but d'alimenter en eau les grandes usines nées au  XIXe siècle .

### Fosses funéraires (XVIIesiècle)
Au cours des travaux archéologiques réalisés au sommet de la Rambla de Prim (ca) entre 2011 et 2012, jusqu'à 7 fosses funéraires collectives ont été trouvées, avec entre 3 et 30 individus chacune, représentant plus de 173 individus, tous adultes, âgés entre 16 et 35 ans et de sexe masculin, daté des XVIIe et XVIIIe siècles. Bien que le matériel archéologique soit rare, il a été possible de récupérer un ensemble de six monnaies dont la plus moderne fut frappée au début des années 1650, à l'effigie de Louis XIV (1643-1715). Il serait donc plausible de penser à un événement de guerre comme cause de cette mortalité, possiblement liée à la Guerre des faucheurs (1640-1652), et plus particulièrement au siège de Barcelone (1651-1652), où l'armée de Philippe IV de Castille, dirigée par Juan José d'Autriche, bloqua Barcelone en août 1651 avec la construction d'une ligne fortifiée de Besòs à Montjuïc, avec la construction de plusieurs petits forts, et deux grands quartiers généraux, dont un grand dans le village d'alors de Sant Martí de Provençals.

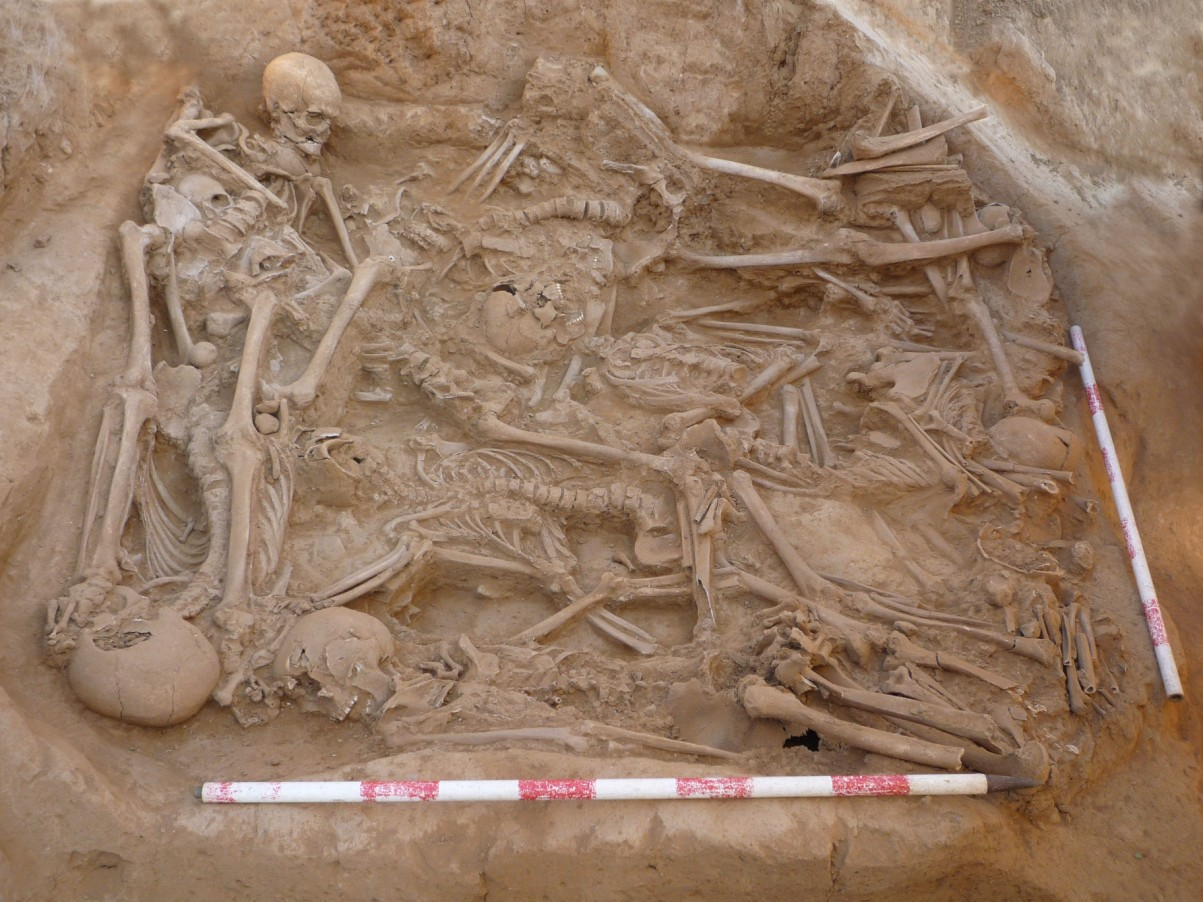
Fosse collective du milieu du XVIIe siècle.

La défense de la ville fut assurée par les troupes catalanes du Conseil des Cent et les troupes françaises de Louis XIV. Cette situation persista jusqu'en octobre 1652, avec de petits départs des défenseurs pour se libérer, et auxquels les troupes castillanes répondirent rapidement. Le 13 octobre 1652, la ville de Barcelone capitule face aux Castillans. Au même moment, au printemps 1652, la peste frappe la ville, faisant des milliers de victimes. En attendant les résultats préliminaires de cette intervention, toujours en cours, une hypothèse possible serait que les corps retrouvés dans ces sept fosses soient tous des hommes adultes âgés de 16 à 35 ans et sans signes de violences infligées sur leurs corps par des armes à feu (mousquets) ou blanches (épées ou baïonnettes), pourrait correspondre aux soldats castillans des troupes de Philippe IV, qui assiégea la ville de Barcelone en 1651-1652, et qui mourut à cause de la peste qui ravagea la ville à cette époque. Ces fosses seraient situées juste derrière la ligne fortifiée castillane, juste à l'extérieur du quartier de Sant Martí. Généralement, ceux qui mouraient de la peste étaient enterrés dans la chaux, ce qui ne se produit pas dans ce cas, peut-être en raison de problèmes de gestion causés par le conflit de guerre. Une deuxième phase de ces travaux a mis au jour une quarantaine de fosses funéraires supplémentaires, ce qui signifierait l'exhumation d'au moins 600 personnes supplémentaires.